# Pomatoschistus montenegrensis
Pomatoschistus montenegrensis — вид риб з родини Gobiidae. Прісноводна риба, що сягає 2,8 см довжиною. Поширений виключно в Чорногорії: річка Морача і її приток Зета, на півдні країни, також озеро Шкодер і канал, що поєднує озеро Мало Блато із більшою частиною Шкодра.